# Supercopa do Chile de Futebol de 2020
A Supercopa do Chile de 2020, também conhecida como Súper Copa Easy 2020 por conta do patrocínio, foi a 8ª edição desta competição, uma partida anual organizada pela Asociación Nacional de Fútbol Profesional (ANFP) na qual se enfrentaram Universidad Católica, campeão da Primeira Divisão do Campeonato Chileno de 2019 e Colo-Colo, campeão da Copa Chile 2019.
A partida foi realizada em 21 de março de 2021 sem espectadores devido à pandemia da COVID-19. O Universidad Católica ganhou por 4-2 no tempo normal e faturou sua terceira taça da competição.

## Participantes
Os times participantes foram Universidad Católica e Colo-Colo, campeões da Primeira Divisão Chilena e da Copa Chile da temporada de 2019, respectivamente.
| Clube                | Classificação                               | Participações anteriores |
| -------------------- | ------------------------------------------- | ------------------------ |
| Universidad Católica | Campeão da Primeira Divisão Chilena de 2019 | 3 (2016, 2017, 2019)     |
| Colo-Colo            | Campeão da Copa Chile de 2019               | 2 (2017, 2018)           |

* Em negrito os anos em que foi campeão.

## Partida
| 21 de março de 2021 | Universidad Católica                                                  | 4 – 2     | Colo-Colo                             | Santiago, Chile                                                                   |  |
| 18:00               | - Fernando Zampedri 61' - Gonzalo Tapia 66, 89' - Marcelino Núñez 74' | Relatório | - 45' Iván Morales - 51' Leonardo Gil | Estádio: Estádio Nacional de Chile Público: 0 espectadores Árbitro: Roberto Tobar |  |

| Universidad Católica | Colo-Colo |

## Premiação
| Supercopa do Chile de 2020                |
| ----------------------------------------- |
| Universidad Católica Campeão (3.º título) |